# ハイレマリアム・デサレン
ハイレマリアム・デサレン・ボシェ（アムハラ語: አቶ ኃይለማሪያም ደሳለኝ, ラテン文字転写: Hailemariam Desalegn Boshe、1965年7月19日 - ）は、エチオピアの政治家。2012年から2018年まで同国の首相を務めたほか、2010年から2012年までメレス・ゼナウィ政権下で副首相兼外相、2012年8月のメレス死去後は首相代行を務めた。2012年9月15日には与党エチオピア人民革命民主戦線（EPRDF) の議長に選出された。このほか、2013年度のアフリカ連合の議長も務めた。

## 経歴

### 生い立ち
エチオピアの南部諸民族州における中心的な民族集団である、オメト族系のウォライタ族の出身。1965年、エチオピア南部ウォライタ地方のボロソ・ソレ地区に生まれた。この地域の学校に通い、少年時代のほとんどを同地で過ごした。
一家はエチオピア・プロテスタントの主流を占めるペンテ（三位一体の教えを信奉する教会）ではなく、「ただ一人のイエス」を信じるエチオピア使徒教会（ワンネス・ペンテコステ派）に所属している。
正式な氏名はハイレマリアム（敬称はハイレマリアム・デサレン）で、エチオピア正教会の典礼に用いられるゲエズ語で「聖母マリアのお力」を意味する。次の「デサレン」は父のデサレン・ボシェの名前で、アムハラ語で「私は嬉しい」という意味である。

### 学歴
1988年、アディスアベバ大学で土木工学の学位を取得。その後、アーバ・ミンチ・ウォーター・テクノロジー研究所（現在のアーバ・ミンチ大学）に大学院生として在籍するかたわら、助手として勤務した。2年間勤続した後、フィンランドのタンペレ工科大学の奨学金を獲得し、衛生工学で修士号を取得。エチオピアに帰国後はウォーター・テクノロジー研究所の学部長を13年間務めるなど、様々な学術職や行政職を歴任した。また、その間にアメリカ合衆国カリフォルニア州のアズサ・パシフィック大学で組織指導論の修士号を取得した。

## 政治における経歴

### エチオピア人民革命民主戦線
1990年代末から2000年代初めにかけて、ハイレマリアムはエチオピア人民革命民主戦線（EPRDF）の党員として政治に深く関与し、南部諸民族州の副知事になった。前任のアバテ・キショは汚職疑惑で権力の座から降ろされたが、実際には2000年にティグレ人民解放戦線（EPRDFの中核）が分裂したとき、アバテが反メレス・ゼナウィ陣営を支援したため失脚したのだと信じられた。また、彼が良い教育を受けておらず、在任中に指導力を発揮することがほとんどなかったという意見も広く共有されていた。

### 南部諸民族州知事
2001年10月から2006年3月まで南部諸民族州の知事を務めたハイレマリアムは、2010年10月に副首相兼外相に昇進した。同州知事の任期満了後は、首相府に社会問題、市民組織および協同担当顧問として2年間勤めた。そこでは、地域の政治活動に対する国際的な非政府組織 (NGO) の介入を制限する慈善団体・協会宣言法（CSO法）の法案作成チームを率いた。同法は2009年にエチオピア国会で承認された。また、選挙結果をめぐって騒乱が生じた2005年の総選挙後には、EPRDFに組織改革を迫り、「1対5モデル」（党員1人につき5人を新たに勧誘する）を通じて党員数を2010年の総選挙までに40万人から500万人に激増させた（ことになっている）。こうしたことから2010年、ハイレマリアムは副首相と外相という2つの閣僚級のポストに就任した。2011年12月には外務省賓客として訪日し、藤村修内閣官房長官や玄葉光一郎外相（いずれも当時）と会談した。

### 首相
長期にわたって首相を務めていたメレス・ゼナウィが2012年8月20日に死去すると、副首相のハリレマリアムが首相代行に任命された。9月21日、ハイレマリアムは正式に首相となった。
首相就任後は2013年5月から6月にかけて、第5回アフリカ開発会議 (TICADV) に参加するため訪日し、安倍晋三首相と会談した。
2014年2月、ハイレマリアムは二国間関係の強化について話し合うため、アブディウェリ・シェイハ・アフメド・モハメド首相率いるソマリアからの訪問団とアディスアベバで会談した。そこで彼は、ソマリアの平和と安定化に向けた努力に対する継続的な支援を確約するとともに、ソマリア軍の増強構想に対して、経験の共有や訓練を通じて援助する用意があることを表明した。また、両国は二国間の貿易や投資を拡大すべきだとも述べた。さらに、強まりゆく二国間の結びつきを前政権による非生産的政策の終焉と、両国の安定こそが有益である新しい章の幕開けを画すものと評した。アフメドはこれに関連して、ソマリアの和平・安定化プロセスにおけるエチオピアの役割や対アル・シャバブ作戦への支援を讃えた。そのうえ、エチオピア軍の「ソマリアへのアフリカ連合ミッション」 (AMISOM) 参加の決定を歓迎した。会談では警察力の強化、情報分野のカバー、航空部門の3つの分野における協力で合意し、提携と協力の促進に向けた覚書を取り交わして終わった。
ハイレマリアムは、前政権の経済政策を引き継いで第2次5カ年計画「成長と構造改革計画」（GTP II）をスタートさせた。これにより、エチオピアは経済発展を続けて2014年には世界一の経済成長率まで記録した。この高成長は、アディスアベバ・ライトレール、ジブチ・エチオピア鉄道、グランド・ルネッサンス・ダム、ハワサ工業団地の建設などによっても支えられた。
2015年9月、北京で行われた中国人民抗日戦争・世界反ファシズム戦争勝利70周年記念式典に出席した。
ハイレマリアムと会談した欧州議会議長のマルティン・シュルツは、彼が「国の民主主義を強固なものにし、多元主義をより大きく、市民社会をより自由にすることを考慮に入れ、エチオピアの憲法に明記されている自由を支え」ようとしていることは明らかだと述べた。
ハイレマリアムの首相就任以降のエチオピアでは、前政権下では認められていなかった大規模な抗議活動がみられるようになった。2015年から2016年にかけて発生した反政府デモでは、治安部隊との衝突が発生し、国際人権団体は500人以上が犠牲になったと集計している。この責任を取る形で、2018年2月15日、首相とEPRDF議長の両方を退任すると発表し、4月2日に正式に退任した。
同年8月にエチオピアでかつてジェノサイドを行ってジンバブエに逃亡した元大統領のメンギスツ・ハイレ・マリアムとの記念撮影をFacebookに投稿したところ物議を醸して写真を削除した。

## 発言
- 「われわれが正義や解放、そしてなにより人間の尊厳の神聖さの理想を真剣に追い求め続けるなら、どれほど見込みが薄かろうとも、究極的には悪に打ち勝つことができるだろう」
- 「今日、われわれは象徴の消滅に涙しているというよりは、最高の人間性の祭典のなかにいる」 - 南アフリカ共和国のネルソン・マンデラ元大統領の国葬におけるスピーチ[17]